# Iszlám köztársaság
Az iszlám köztársaság mai szövegkörnyezetben több mindent jelenthet: ezek közül több ellentmondásban a másikkal. Elméletileg számos vallási vezetőnek ez egy olyan állam, melynek az irányítása teokratikus, melynek élén iszlám vallású ember áll. Leginkább Észak-Afrikában és a Közel-Keleten elterjedt államforma. Ez egy kompromisszumos megoldás az iszlám kalifátus és a világi nemzetiségi alapú, köztársaság között. Felfogásuk szerint az iszlám köztársaság olyan államforma, melynek büntető törvényének meg kell felelnie a sária egyes törvényeinek. Ez nem monarchia, mint amilyen néhány közel-keleti iszlám ország. Más esetekben ez a kultúra szimbolizálása mint ahogy például Pakisztánban, ahol az 1956-os alkotmány így jelölte meg az államformát. Valójában sokan érvelnek úgy, hogy az iszlám köztársaság a szétválasztott világi és a teokratikus (vagy ortodox iszlám ) államforma közötti középút.
Irán iszlám köztársasága épp Pakisztánénak az ellenkezője, ahol az iszlám törvényei a világi törvények fölött állnak, míg a valóságban hierarchiájuk tisztázatlan.
Pakisztán volt az első ország, mely felvette az iszlám jelzőt, hogy meghatározza az egyébként szekuláris berendezkedésű állam államformáját. Az alkotmány megszövegezéséből nem következik, de az országnak 1973-ig nem volt államvallása. Ekkor új alkotmányt fogadtak el, ami demokratikusabb, de kevésbé szekuláris volt.
Ma sok ország muszlim lakosságának a vágya egy iszlám köztársaság megalapítása. Azonban a fogalom jelentése emberről emberre változik. Sokan azt javasolják, hogy töröljék el a közel-keleti monarchiákat, azokat a rezsimeket, melyektől úgy gondolják, hogy túlnyomó részt autoritárius, vagy más módon, az iszlámot elnyomó módon irányítanak, és hozzanak létre egy modern, masszív kalifátust, a többi esetben pedig nemzeti alapon szétválasztott iszlám köztársaságokat. Számos muszlim van, akiknek egy köztársaság ötlete – legyen az iszlám vagy világi – az iszlám felfogásával ellentétes kormányzási forma.
Afganisztánnak, Iránnak, Mauritániának, Pakisztánnak és Gambiának szerepel az iszlám köztársaság az államnevében, bár ezen kormányzási formák és törvényeik között is jelentős különbség van. Pakisztán például csak az útlevelekben és a vízumokban használja az iszlám jelzőt. Minden kormányzati iraton a Pakisztán kormánya olvasható annak ellenére, hogy az 1973-as alkotmány iszlám köztársaságnak nevezi az államot.
Líbia, bár nem tekinti magát iszlám köztársaságnak, arab népköztársaságnak nevezi magát. A végeredmény azonban lényegét tekintve megegyezik az előbbiekkel.
Mauritánia 1958. november 28-án lett iszlám köztársaság.
Gambia 2015. december 12-én szintén iszlám köztársaság lett.